# Liu Qing
Liu Qing (kinesiska: 柳 青), född den 6 augusti 1964 i Hunan, Kina, är en kinesisk basketspelare som var med och tog OS-brons 1984 i Los Angeles. Liu var även med och tog  tog OS-silver 1992 i Barcelona. Hon deltog även i OS-dambasketen 1988 i Seoul.